# Dhekiajuli
Dhekiajuli är en ort i Indien.   Den ligger i distriktet Sontipur och delstaten Assam, i den östra delen av landet, 1 500 km öster om huvudstaden New Delhi. Dhekiajuli ligger 83 meter över havet och antalet invånare är 21 271.
Terrängen runt Dhekiajuli är mycket platt. Runt Dhekiajuli är det tätbefolkat, med 319 invånare per kvadratkilometer. Det finns inga andra samhällen i närheten. Omgivningarna runt Dhekiajuli är en mosaik av jordbruksmark och naturlig växtlighet.